# Burgstall Strahlenfels
Der Burgstall Strahlenfels bezeichnet den Rest einer abgegangenen hochmittelalterlichen bis neuzeitlichen Spornburg, die sich einst auf einem Felsriff am Rande des Dorfes Strahlenfels erhob. 
Heute befindet sich der Burgstall im nördlichen Gemeindegebiet von Simmelsdorf im mittelfränkischen Landkreis Nürnberger Land in Bayern, Deutschland. 
Die Burg Strahlenfels ist vollkommen abgegangen, nur noch sehr wenige Mauerreste zeugen von ihr, der Burgfels dient als Kletterfelsen und Aussichtspunkt.

## Geographische Lage
Die Stelle der ehemaligen Burg befindet sich auf 570 m ü. NHN im südlichen Bereich der Fränkischen Schweiz, einem Teil des Mittelgebirges Frankenjura, auf einem nach Westen vorspringenden Felssporn des 587 m ü. NHN hohen Schlossberges. Die Burgstelle liegt auf einer felsigen Erhebung etwa 15 Meter über dem Ort, unmittelbar östlich des Dorfgebietes von Strahlenfels (Bild 1), das sich etwa 6,5 Kilometer nordnordöstlich des Kernorts von Simmelsdorf befindet.
In der Nähe befinden sich noch weitere ehemalige mittelalterliche Burgen, in nordwestlicher Richtung liegt in Sichtweite die Burgruine Wildenfels, etwas weiter westlich liegt Burg Hiltpoltstein.
Südwestlich befindet sich der Burgstall Spitzenberg auf dem 582 m ü. NHN hohen gleichnamigen Berg, im Dorf Großengsee liegt das Großengseer Schloss, das aber auf eine mittelalterliche Burg zurückgeht. Südöstlich befindet sich der Burgstall Spies und die Burgruine Riegelstein. Weitere ehemalige Burgen liegen auf dem etwa 1,4 Kilometer ostnordöstlich entfernten Hühnerstein, und bei Stierberg die Ruine Stierberg.

## Geschichte der Burg

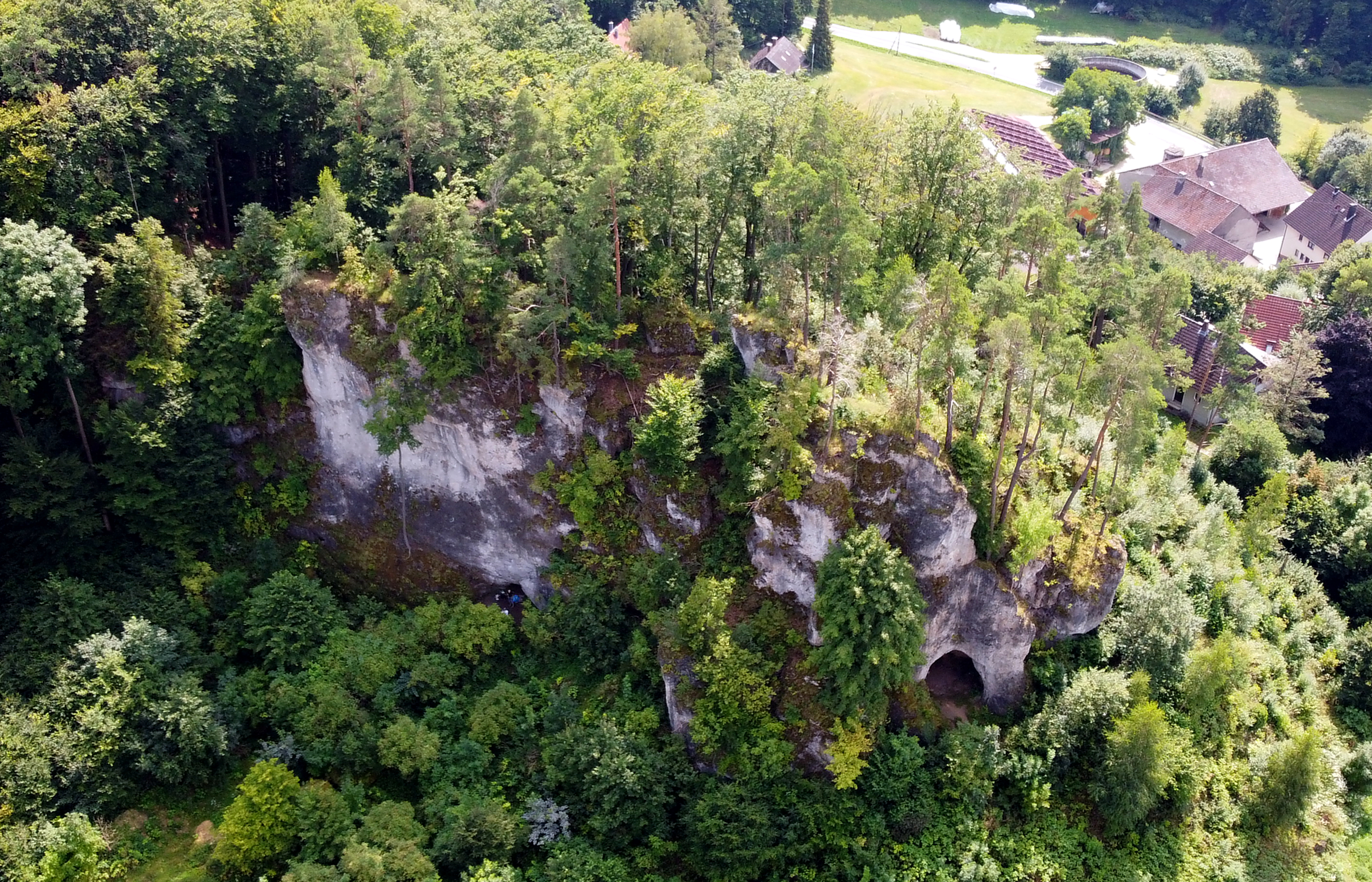
Luftbild des Burgstalles Strahlenfels aus nördlicher Richtung. Rechts unten ist der Eingang zur Burghöhle zu erkennen.

Erstmals tauchte der Name der Burg 1254 in einer Urkunde auf, in der „Heinricus de Stralenvels“ als Zeuge genannt wurde. Die Burg war wohl kurz vorher erbaut worden.
Die Ministerialen von Strahlenfels standen den im späten 13. Jahrhundert machtpolitisch aufstrebenden Ministerialen von Wildenstein im Wege. Sie bauten ihre Burg Wildenfels den Strahlenfelsern in Sichtweite vor ihre Burg.
Bald darauf, um 1310, wichen die Strahlenfelser offenbar auf die von ihnen neu erbaute Wasserburg Reichenschwand im gleichnamigen Ort aus und traten die Burg Strahlenfels im ersten Viertel des 14. Jahrhunderts an die Wildensteiner ab.
1330 saß Heinrich V. von Wildenstein auf der Burg Strahlenfels, 1354 trug er die Burg König Karl IV. als böhmisches Lehen auf.
Kurz darauf, 1360, verkaufte Heinrich die Burg an Karl IV., der mittlerweile Kaiser geworden war, und 1366/68 war die Burg böhmischer Amtssitz.
Im Krieg zwischen dem pfälzischen König Ruprecht und dem böhmischen König Wenzel wurde die Burg im Jahre 1400 anscheinend von Ruprecht erobert, denn 1401 erhielt Albrecht von Egloffstein die Burg als Pfand. Sie sollte aber „Offenhaus“ der Pfalz bleiben, das heißt, sie musste in Kriegszeiten jederzeit für Kriegsvolk des Besitzers König Ruprecht zugänglich sein. 
Das Amt Strahlenfels ging nach der Erbteilung unter den Söhnen des pfälzischen Königs an Pfalzgraf Johann von Neumarkt, der es dem Ritter Hermann von Freudenberg verpfändete. Das Pfand wurde einige Jahre später wieder eingelöst, denn Pfalzgraf Johann verkaufte Strahlenfels 1426 an die Wildensteiner. Der neue Besitzer war vermutlich Martin von Wildenstein, der 1466 verstarb. Die Wildensteiner ließen die Burg von einem Vogt verwalten.
Bei einem Nürnberger Angriff im Ersten Markgrafenkrieg am 9. März 1450 wurde die Vorburg, vermutlich am südlichen Felsfuß gelegen, erobert. 
Offenbar verloren die Wildensteiner nach dem Landshuter Erbfolgekrieg ihr Interesse an der Burg Strahlenfels, denn im 16. Jahrhundert wurde kein Bauunterhalt mehr durchgeführt. Von 1547 sind größere Bauschäden überliefert, 1589 war die Burg kaum noch bewohnbar. Bald darauf wurde sie aufgegeben, denn das Rittergut war nicht sehr rentabel, zumal der Vogt entlohnt werden musste.
Nach der Schlacht am Weißen Berg 1620, in der die obere Pfalz von Bayern besetzt wurde, wurden die Wildensteiner von dem bayerischen Kurfürsten Maximilian I. enteignet; er verlieh dem katholischen Eytel Hanns Truchsess von Höfingen das Rittergut Strahlenfels. Nach dessen Tod 1637 kam es zum Streit um das Erbe. Das Rittergut wurde 1655 wieder den inzwischen zum Katholizismus konvertierten Wildensteiner Brüdern Hans Christoph und Friedrich Oktavian von Wildenstein überlassen.
1759 verkaufte Ernst Ludwig von Wildenstein das Rittergut an Johann Friedrich Wilhelm Buirette von Oehlefeld.
Johann war ein erfolgreicher Kaufmann und kaufte auch andere Rittergüter. 1771 wurden die Buirette in den Freiherrenstand erhoben und vererbten die Burg innerhalb ihrer Familie weiter. Allerdings war von der Burg nicht mehr viel übrig geblieben, anscheinend wurde sie schon im frühen 17. Jahrhundert als Steinbruch genutzt. 1829 waren nur noch wenige Überreste sichtbar.
Heute ist die Stelle der ehemaligen Burg mit Wald bewachsen, von ihr sind nur wenige Mauerreste erhalten geblieben. Der frei zugängliche Burgstall dient als Aussichtsfelsen, die Nordseite des „Strahlenfelsens“ wird nach der Freilegung von Bäumen und Büschen als Kletterfelsen genutzt. Zu erreichen ist der Burgstall vom Dorf Strahlenfels aus, indem man den Burgfelsen von Süden her besteigt.
Der Burgstall ist als Baudenkmal D-5-74-158-73 „Ehemalige Burg, Mauerstück und Reste einer in den Fels gehauenen Treppe erhalten, mittelalterlich“, sowie als Bodendenkmal D-5-6334-0028 „Mittelalterliche und frühneuzeitliche Befunde im Bereich der Burgruine Strahlenfels“ vom Bayerischen Landesamt für Denkmalpflege erfasst.

## Beschreibung des Burgstalls
Auf der Westseite des Strahlenfelser Schlossberges zweigt ein Felssporn ungefähr 100 Meter weit nach Westen ab, der zum Bau einer Burg benutzt wurde.
Die Nordseite des Felsspornes fällt etwa 15 Meter senkrecht ab, und auch die West- und Südseite fallen steil, teils von Felsen durchsetzt, ebenfalls 15 Meter ab. Nur die Ostseite ist mit dem leicht erhöhten Schlossberg verbunden und musste entsprechend geschützt werden.
Man kann dort einen vermutlich natürlichen Graben entdecken, der vielleicht als Halsgraben diente.
Von der Burg auf dem Felssporn sind nur ein sechs Meter langer und zwei Meter hoher Mauerrest (Bild 4), der abzugehen droht, und zwei kleinere Mauerreste auf der Ostseite, die nur von unten sichtbar sind, erhalten. Außerdem ist auf dem Burgplateau eine runde Zisterne mit einem Durchmesser von etwa einem halben Meter vorhanden. Sie ist noch ungefähr einen halben Meter tief und mit Laub angefüllt.
1589 existierte noch ein Wohngebäude, dem ein gemauerter Stock, also ebenfalls ein Gebäude, gegenüberlag, in dem sich ein Keller, eine Kapelle und darüber ein Getreidelager befanden.
Der Aufgang zur Burg erfolgte auf der Südseite des Felsspornes (Bild 2) über eine siebenstufige aus dem Fels geschlagene Treppe (Bild 3), von der ein schmaler Weg nach oben führte. Vermutlich kann man sich den Aufgang wie den der Burg Pottenstein vorstellen. Auch die Burg Wildenfels und die Burg Wolfsberg hatten ähnliche Aufgänge.
Eventuell befand sich auf einer 15 Meter tiefer gelegenen Geländestufe im Süden noch eine Vorburg, von der nichts erhalten ist.
Am Fuß des Felsspornes liegt an der Nordwestseite außerhalb der Burganlage eine kleine Höhle, die Burghöhle Strahlenfels (Höhlenkataster Fränkische Alb, D 516), die mit Mauern nach außen abgeschlossen wurde. Sie diente wohl als Lagerraum für die Burgbewohner.

## Galerie

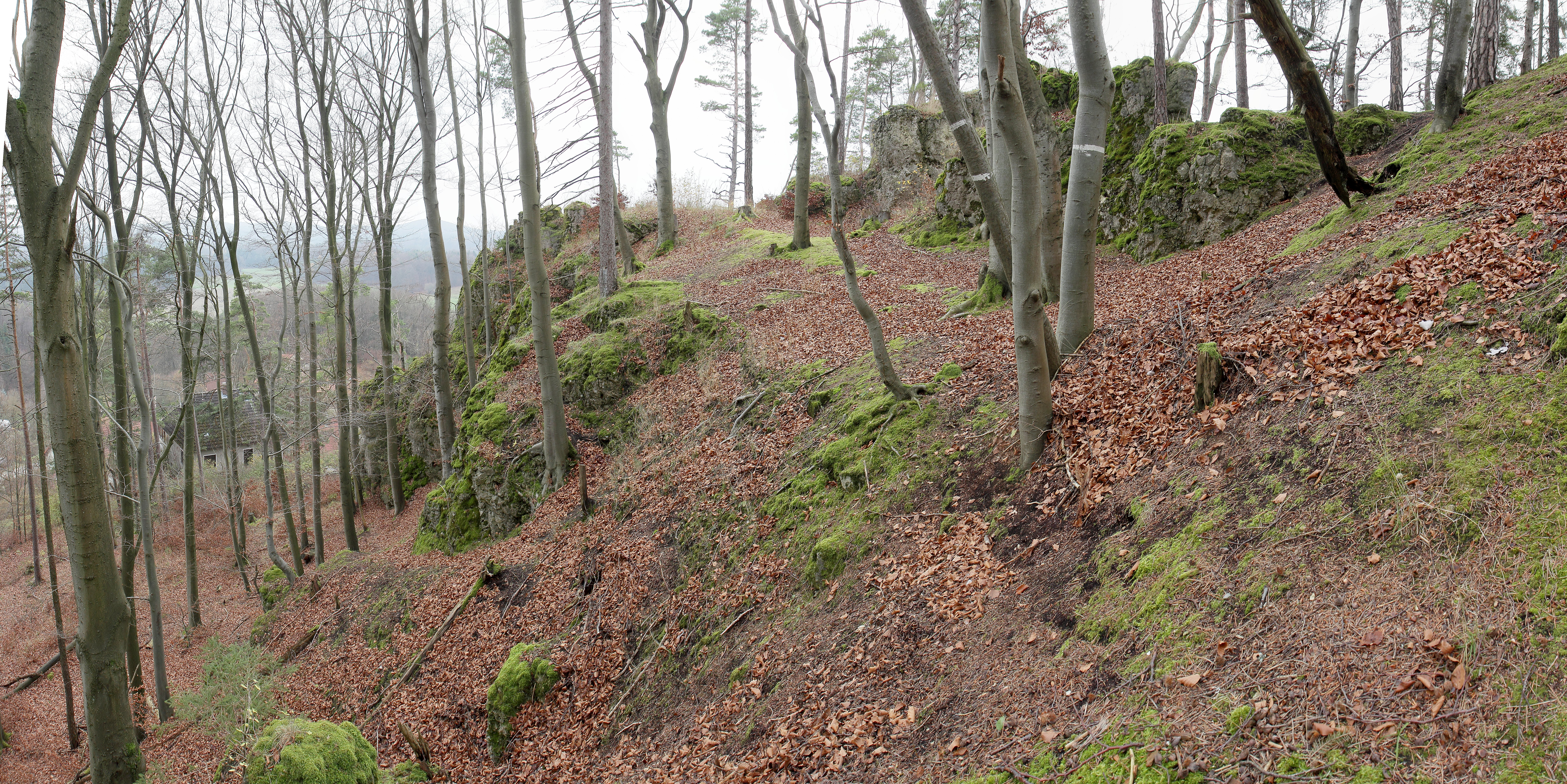
Bild 2: Der Bereich der Burg an der Spornspitze (November 2013)
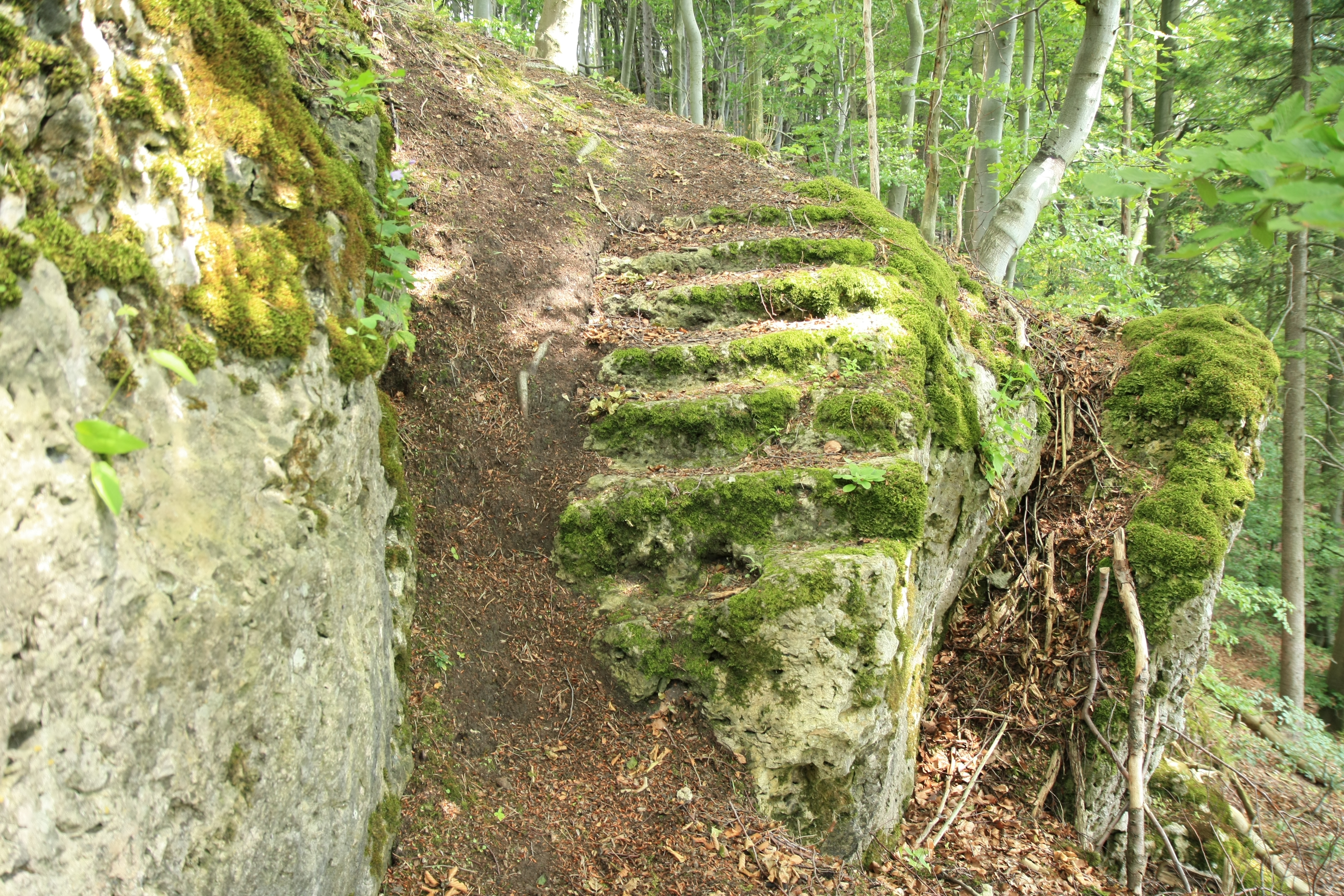
Bild 3: In den Felsen gehauene Stufen am Aufgang zur Burg (August 2011)
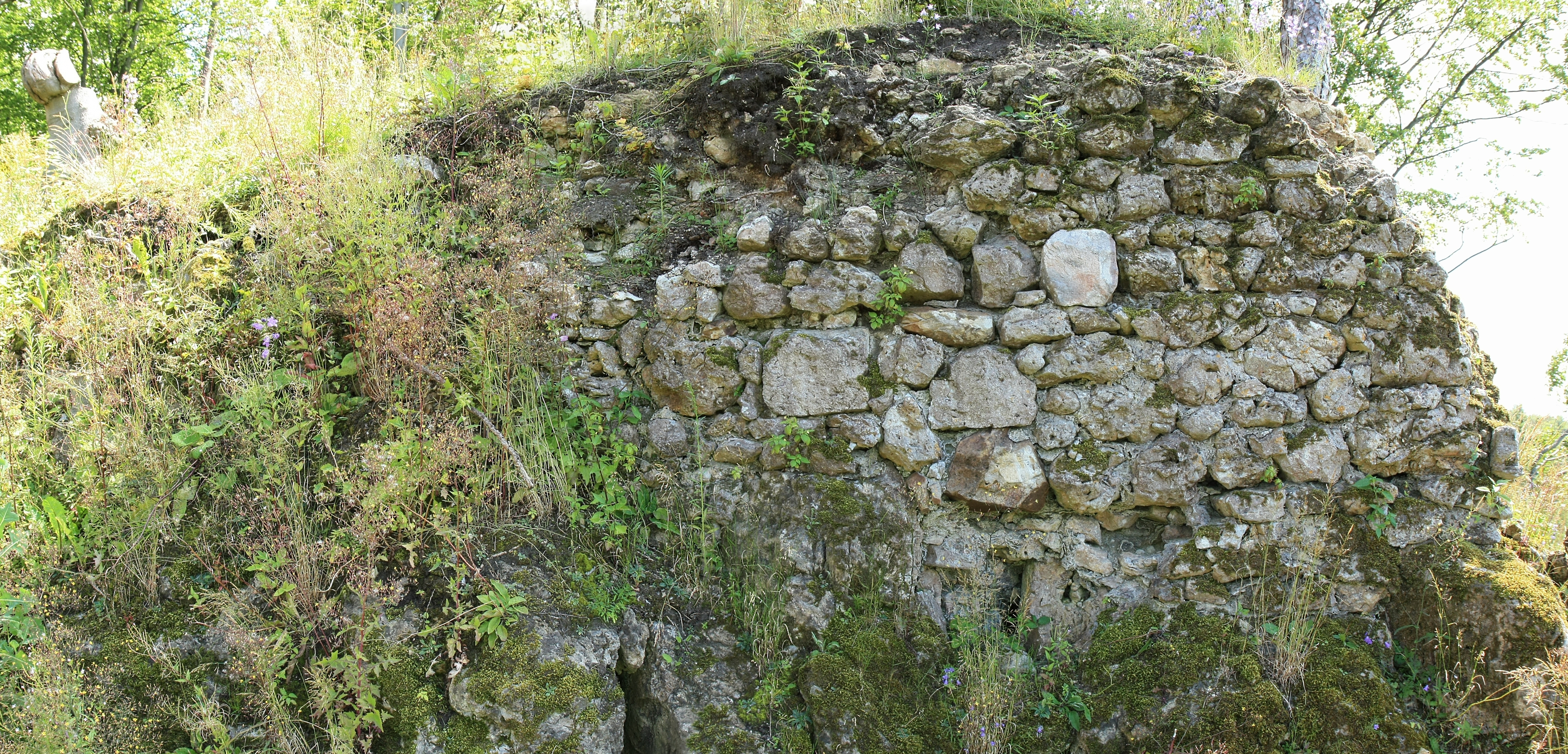
Bild 4: Größerer Mauerrest an der Westseite des Burgstalles (August 2011)
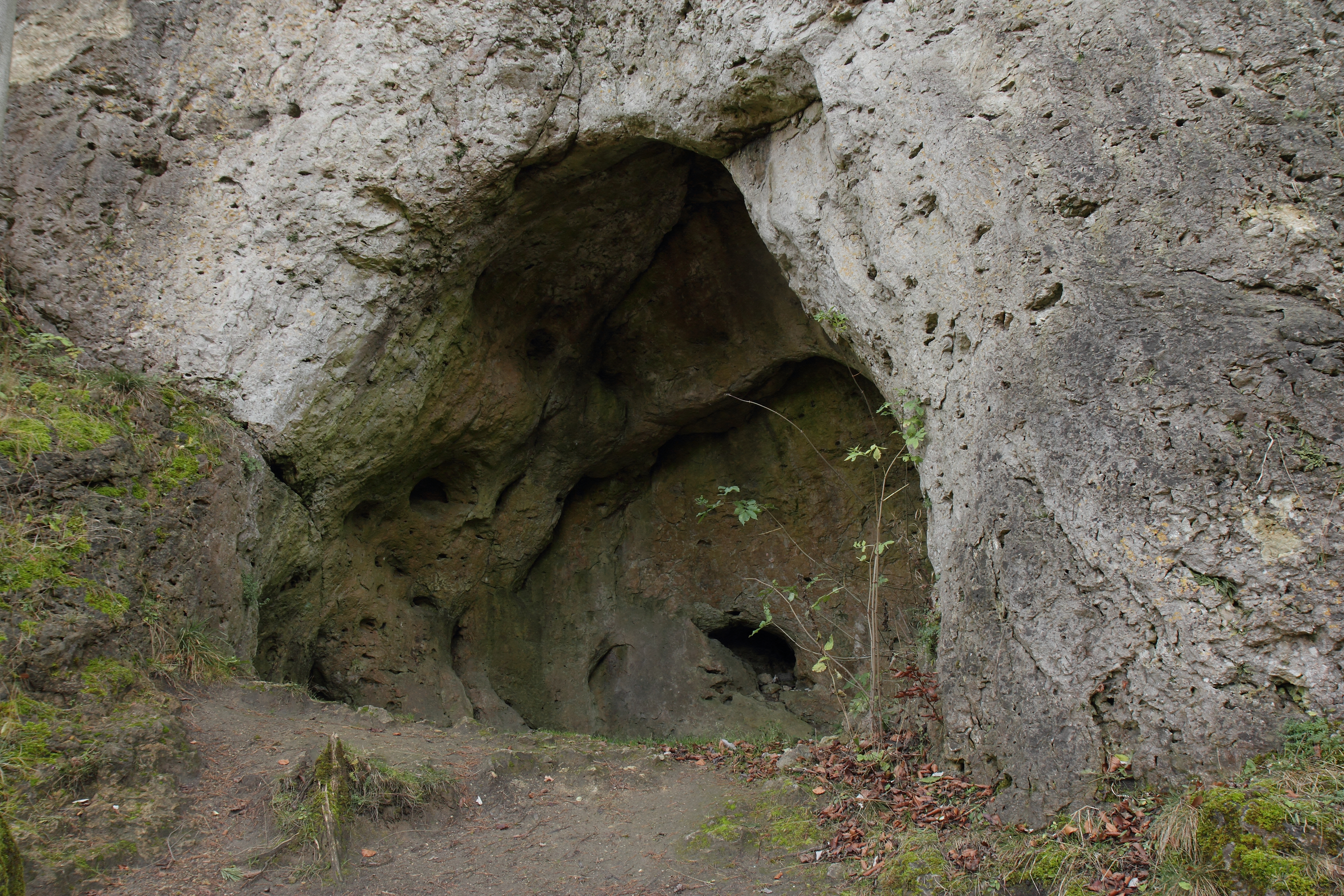
Bild 5: Höhlenportal der Burghöhle (November 2013)
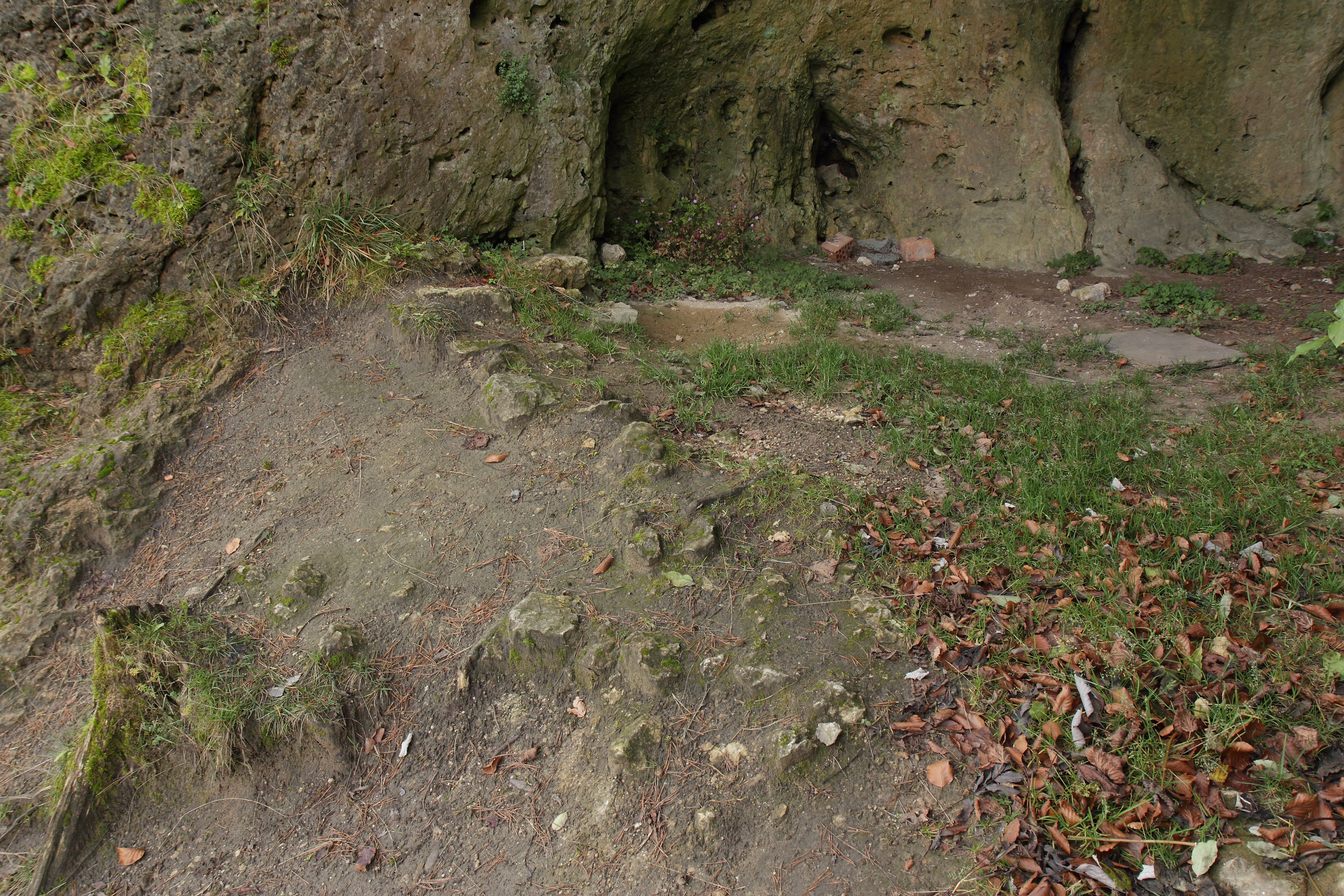
Bild 6: Mauerreste am Höhlenportal (November 2013)
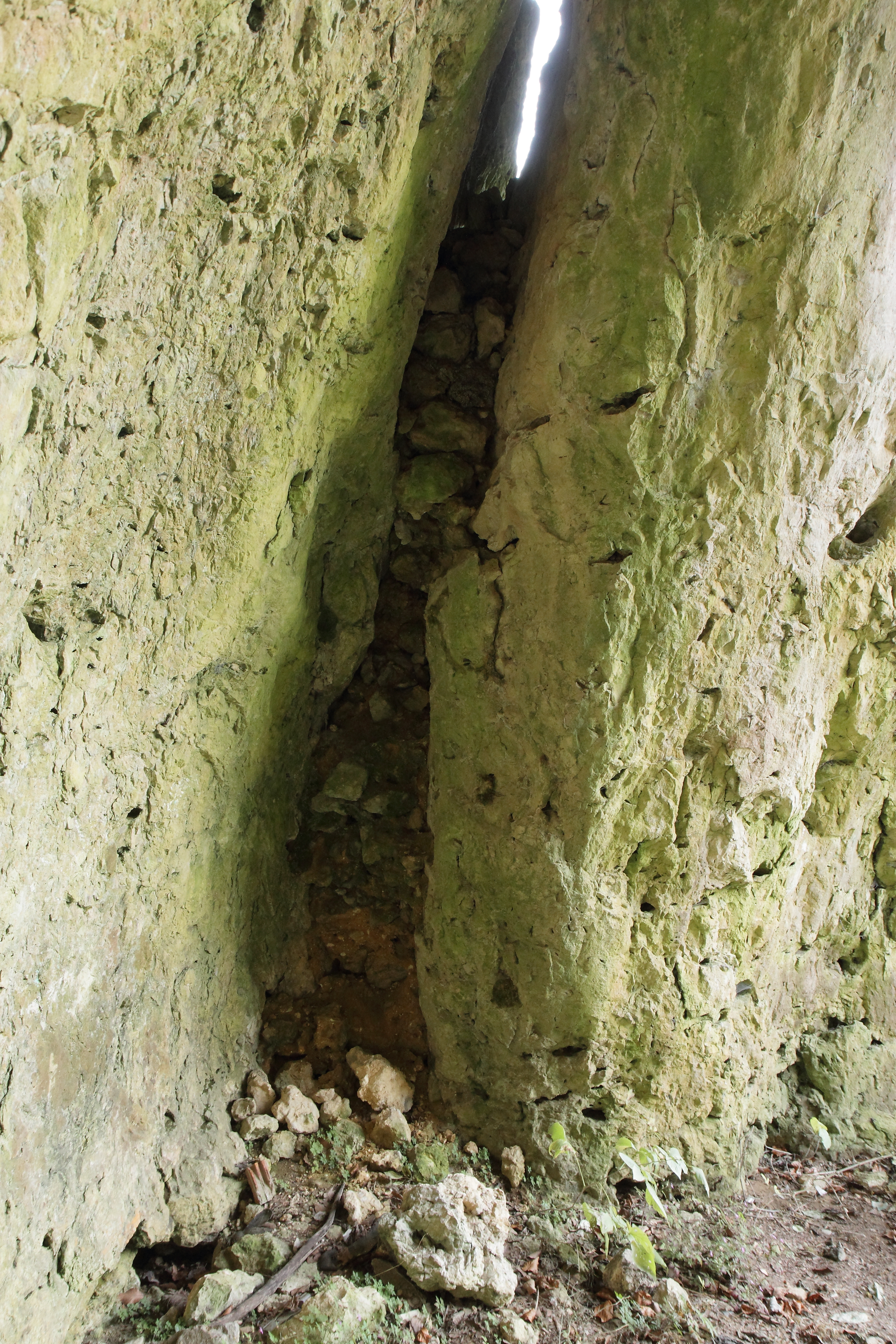
Bild 7: Mauerrest in einer Spalte der Burghöhle (November 2013)